# Istoria Transilvaniei
Transilvania este o regiune istorică a României cu un patrimoniu cultural divers. În decursul mileniilor s-a aflat în componența mai multor formațiuni statale ca Regatul Dac, Dacia romană, Regatul gepizilor, Khaganatul avar, Regatul Ungariei medievale, Imperiul Otoman, Imperiul Austriac, România.

## Antichitate
Zona geografică ce constituie în prezent Transilvania a fost locuită în mileniul I, î.Hr., de un popor de origine indo-europeană, cunoscut sub denumirea de daci - preponderent în izvoarele latine.  
Herodot, în lucrarea Istorii îi menționează pe agatârși ca fiind cei din țara cărora izvorăște râul Mureș și că sunt cei mai împodobiți dintre oameni purtând ornamente de aur. De asemenea menționează că aceștia întrețineau relații pan-maritale astfel încât toți să fie înrudiți și să nu fie geloși unul pe altul sau să își dorească răul unul altuia. Herodot mai spune că în ceea ce privește celelalte aspecte social aceștia semănau cu Tracii. Aveau de asemenea și un rege cu numele de Spargapeithes prin trădarea căruia a murit regele Ariapeithes al Sciților. 
Dacii vor constitui nucleul statului carpato-dunărean Dacia, în tot timpul existenței acestuia, respectiv de la începutul domniei regelui Burebista (82 î.Hr.) până la cucerirea imperială romană din anul 106. Capitala statului dac a fost la Sarmizegetusa Regia, în munții Orăștiei, și era înconjurată de un sistem exterior de fortificații: Costești, Blidaru, Piatra Roșie, Bănița etc. Regele Decebal (87-106) este cel care asigură regiunii o notorietate în lumea antică datorită războaielor contra Imperiului Roman. După o pace de compromis, încheiată în anul 89 de către împăratul ((Domițian)), Marcus Ulpius Traianus (98-117), cel mai important împărat roman din secolul al II-lea, va cuceri statul dac, punând bazele singurei provincii romane situate la nord de Dunăre în Est-Europa, numită Dacia. Capitala va fi numită Ulpia Traiana Sarmizegetusa, situată la o distanță de 40 de km de prima, ruinele orașului aflându-se astăzi în depresiunea Hațegului. 
Civilizația romană în Dacia va fi una de tip urban, majoritatea orașelor fiind întemeiate pe teritoriul de astăzi al Transilvaniei: Apulum, Potaissa, Napoca, Porolissum etc. O dezvoltare economică intensă timp de 165 de ani, potențată și de resursele de aur din Munții Apuseni propulsează provincia între cele mai dinamice din Imperiu, din acest punct de vedere. De asemenea, o cetate naturală cum este Transilvania (ca relief), asigura Daciei Superioare - mai apoi Apulensis - și Daciei Porolissensis liniștea necesară unei evoluții remarcabile. Pe lângă acest fapt, cele două legiuni romane și numeroasele trupe auxiliare vor constitui garanția militară a acestei evoluții, fără mari primejdii din exterior. Nu degeaba în emisiunile monetare apare sintagma "Dacia Felix" (Dacia fericită). Este perioada romanizării intense și ireversibile care creează pe dacoromani, strămoșii românilor medievali. Criza Imperiului Roman din secolul al III-lea, anvergura frontului de conflict cu populațiile barbare (de la Atlantic până în Orient), precum și atacurile unor barbari la Dunărea de Jos, în Moesia, îl determină pe Împăratul Aurelian să retragă legiunile și administrația romană la sud de Dunăre (271-275), lăsând "descoperită" populația dacoromană care n-a vrut, sau n-a putut să se strămute. Probabil legiunile chemate să lupte la sud de Dunăre au rămas acolo. Timp de un secol după aceasta în Transilvania se va mai continua viața urbană, dar vitregia noii situații militare de după retragerea legiunilor la 275, situație în care raidurile de pradă și jaf nu mai puteau fi combătute sistematic, au făcut ca treptat societatea dacoromană rămasă să se ruralizează în totalitate, adaptându-se noilor condiții. În acest secol IV, în principal, are loc și creștinarea. În lumea satului se vor păstra inevitabil un timp și reminiscențe păgâne (fenomen frecvent în Europa acelor vremuri), chiar termenul "păgân" ar fi un indiciu în acest sens. El provine din latinescul "paganus", care însemna locuitor al satului. Totuși în accepția românilor, sensul cuvântului va fi neechivoc, acela de "necreștin" și nu de "sătean".
Primii migratori ce au prădat și invadat frecvent Transilvania postromană, vizigoții, au lăsat urme culturale cunoscute drept Cultura Sântana de Mureș-Cerneahov unde a fost descoperită o importantă necropolă vizigotă. Cultura Santana de Mures acoperă o zonă din nord-estul României de azi și a Ucrainei. Trebuie totuși precizat aci, că dat fiind numărul lor, relativ redus (), ei rezumându-se în a profita de prezența în regiune. În anul 376 vizigotii, care aveau majoritatea taberelor în Moldova (deci inclusiv Basarabia) de sud și Est-Muntenia se refugiază de frica unui conflict armat cu hunii, la sud de Dunăre. Nu același lucru le reușește goților de est (Ostrogoți), de dincolo de Nistru, care sunt învinși și supuși de huni, urmându-i timp de 80 de ani prin Europa. Vizigoții vor continua migrația prădătoare în Europa, și în primele decenii ale secolului următor vor ajunge până în Galia și Spania. Următoarea populație migratoare care se stabilește la est de Dunărea de Mijloc (regiunea Dunăre-Tisa) și în Transilvania de nord-vest, după ce va fi înfrânt pe hunii "de după Attila", sunt gepizii cu o capitală în zona Clujului. La Apahida și în apropiere de Turda au fost găsite morminte ale gepizilor. Gepizii vor fi prezenți în Panonia de Est și în nord-vestul Transilvaniei până în anul 567. Atunci Avarii asiatici împreună cu longobarzii vor învinge decisiv gepizii, înființând în Bazinul Panonic regatul avar. După sec. VI, o populație migratoare ce a intrat frecvent în contact cu spațiul carpato-dunărean (deci și Transilvania) în tranziția ei nord-sud spre sudul Dunării au fost slavii, care vor întemeia ulterior Imperiul Bulgar. În Bazinul Panonic, la vest de Transilvania, după decăderea statului avar (la finele sec. VIII), vor veni în jurul anului 900, tot din Asia, maghiarii. Abia după ce au fost creștinați, în jurul anului 1000, și nemaiputând face incursiuni în Vest, au început sistematic maghiarii, extinderea în Transilvania.
Prima cronică maghiară numită și "Cronica lui Anonymus" atestă în Transilvania un ducat condus de un român numit Gelu. După sedentarizarea maghiarilor și creștinarea lor sub Ștefan (István) cel Sfânt (1001) timp de două secole durează cucerirea Transivaniei, precum și organizarea acesteia, sub forma voievodatului. Documentul Gesta Hungarorum al lui Anonimus a fost pus în discuție de faptul ca ungurii au supus, doar pentru a distruge și de a prăda în decursul a câțiva ani mare parte a orașelor europene în floare: Marsiglia, Verona, Benevento, au supus și s-au înstăpânit în  Moravia, au asediat Constantinopolul obligând împăratul la o alianță. Aceste informații nu le conține Cronica Anonimus, contine doar lupta de 200 de ani pentru cucerirea Transilvaniei.
Varianta maghiara este ca în urma luptelor dintre Moravia și Bulgaria, unde ei erau aliați ai Moravilor, la un moment dat Bulgarii și Moravii s-au aliat împotriva ungurilor, situație care i-a obligat să se refugieze în Transilvania.

## Evul Mediu
Există două teorii contrare, dezbătute aprig de istoriografia oficială română și de cea oficială maghiară:
- Continuitatea daco-romană – după retragerea romană din provincie, populația dacă romanizată (dacoromanii) continuă să trăiască în Transilvania, pe întreg parcursul marilor migrații.
- Teoria migrației (europene) românești – romanii (imperialii), ar fi decimat complet pe daci în războiul din anii 105-106 și tot ei s-ar fi retras cu toții după 170 de ani la sud de Dunăre, după care românii după 900 de ani ar fi migrat din Balcanii vestici (unde erau state slave) până în Transilvania condusă de unguri.

Vezi și: Originea românilor
Primul voievod (dux) atestat al Transilvaniei a fost Gelou, conform Gestei, si mentionat si de Sayous. A fost urmat la conducere de Tuhutum, care a inițiat o invazie a maghiarilor dinspre vest, care, atrași fiind de minele de sare și de aur, l-au învins pe Gelou în jurul anului 903. Pacea dintre români și maghiari a fost consemnată la Esculeu (Așchileu). Conform Gestei, după Tuhutum Transilvania a fost condusă Horca și de Iula (Geula sau Gyula). Aceștia au extins voievodatul spre sud, încorporând Alba Iulia. Conform istoricului I. A. Pop, voievodatului românesc al lui Gel(o)u a continuat să existe sub Tuhutum, Horca și Iula.
Există documente despre un voievodat transilvănean cu centrul la Alba Iulia, condus de Iula (Geula sau Gyula). Acesta a construit la Alba Iulia prima biserică bizantină din Transilvania la sfârșitul sec. al X-lea, având ca episcop pe Ieroteu. Intr-o cronică germană, Iula sau Geula era considerat rege: 
„Stephen rex Ungaricus super avunculum suum regem Iulum cum exercitum venit”—Annales Hildesheimenses -  textul original
La începutul secolului al XI-lea, la 100 de ani de la moartea lui Gelou, urmașul lui Iula (Iula cel Tânăr) a fost atacat și Transilvania a fost anexată de regele Ungariei
Acum sau, mai probabil, spre mijlocul secolului XI se produce o deplasare a hotarului regatului spre estul și sud-estul Transilvaniei. Pentru câteva decenii, granița regatului va fi stabilită temporar, pentru câteva decenii, pe o linie care, venind dinspre est, urma cu aproximație valea râului Târnava Mare și se continua, spre vest, pe valea râului Secaș. În primele decenii ale secolului XII liniile fortificate de graniță (ung. gyepű) ale statului maghiar urmau, în zona centrală a sudului Transilvaniei, cursul râului Olt. Deplasarea graniței statale pe linia naturală de demarcație a Transilvaniei, formată de lanțul Munților Carpați, și încheierea procesului ocupării sale s-a produs spre sfârșitul secolului al XII-lea. 
În secolele XII și XIII, în regiunile din sud și nord-est au fost așezați de către regii maghiari, din considerente de ordin militar, coloniști germani numiți sași. Influența germană a devenit mai marcantă la începutul secolului XIII, când, în anul 1211, regele Andrei al II-lea al Ungariei i-a chemat pe cavalerii teutoni pentru a proteja Transilvania de invaziile cumanilor. Ordinul militar german a colonizat Țara Bârsei, fondând un număr de localități si castele. Alungarea cavalerilor teutoni în anul 1225 a diminuat forța de apărare a Trasilvaniei de sud-est, expunând Țara Bârsei invaziei mongole din primăvara anului 1241.  

Stema Transilvaniei

Administrația Transilvaniei se afla în mâinile unui guvernator regal, sau voievod, care controla la mijlocul secolului XIII întreaga regiune. Societatea era împărțită în trei "națiuni" privilegiate, maghiarii, secuii și sașii, fiecare având 7 unități administrative: 7 județe maghiare, 7 scaune săsești, 7 scaune secuiești. (Vezi și partea de jos din Stema Transilvaniei). Aceste națiuni, totuși, își aveau corespondentul mai degrabă în domeniul social, decât în împărțirea strict etnică. Deși clasa neprivilegiată a iobagilor era formată majoritar din români, conținea și câțiva sași, secui sau maghiari. Puțini au reușit să ajungă la rangul de nobili, printre care se numără și Ioan de Hunedoara (János Hunyadi în maghiară), căpitan și regent al Ungariei și erou în războaile turcești. După înăbușirea în 1437 a unei revolte țărănești ("Revolta de la Bobâlna") cele trei "națiuni" și-au înnoit uniunea; rebelii au fost reprimați cu cruzime, iar sclavia a devenit mai fermă ca niciodată. Fiul lui Ioan de Hunedoara, transilvăneanul Matei Corvin, a devenit unul dintre cei mai mari regi ai Ungariei.
În 1514 are loc războiul țărănesc condus de Gheorghe Doja care va duce la slăbirea Ungariei în fața otomanilor.
După ce principala armată ungară și regele Ludovic al II-lea au fost învinși în Bătălia de la Mohács (1526), Ioan I Zápolya, voievod al Transilvaniei, a profitat de puterea sa militară și s-a proclamat cap al partidului naționalist ungar, opunându-se succesiunii lui Ferdinand de Austria (mai târziu Împăratul Ferdinand I) la tronul ungar. Ioan I a fost ales rege al Ungariei, în timp ce un alt partid îl recunoștea pe Ferdinand. În lupta pentru putere, Zápolya s-a bucurat de sprijinul sultanului Suliman I, care după moartea lui Zápolya (1540) a invadat Ungaria centrală cu pretextul oferiri unei protecții fiului fostului rege, Ioan al II-lea. Ungaria era în acel moment împărțită în trei secțiuni: Ungaria de vest, sub autoritate habsburgică, Ungaria centrală, sub autoritate turcească și semi-independenta Transilvanie, în care influențele austriece și turcești s-au luptat preț de aproape două secole pentru supremație.

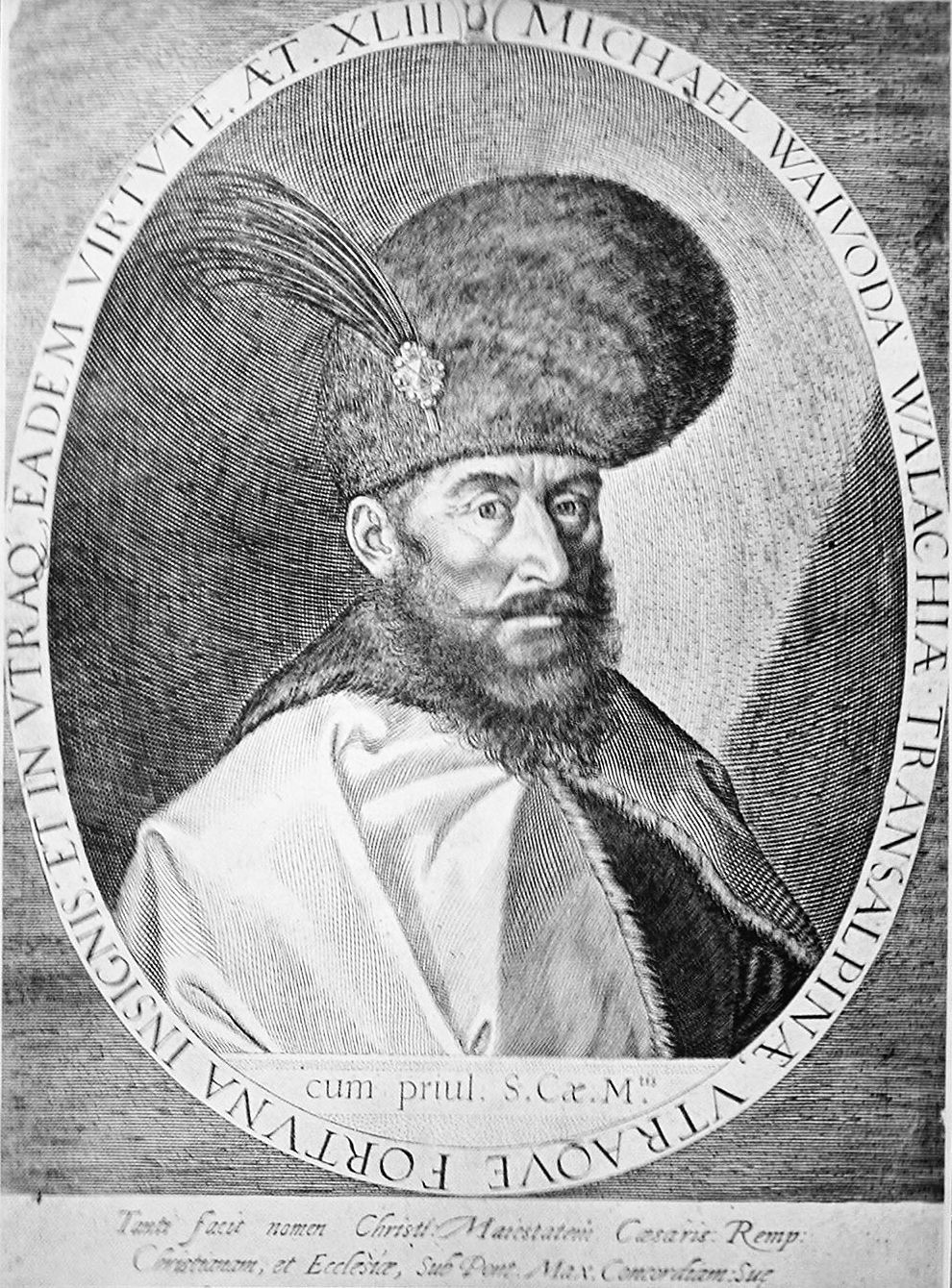
Mihai Viteazul

Magnații unguri din Transilvania au recurs la o politică de duplicitate pentru a păstra independența. Familia Báthory, care a venit la putere după moartea lui Ioan al II-lea (1571), a condus Transilvania sub suzeranitate turcă și austriacă (până în 1602), însă domnia sa a fost întreruptă de incursiunea voievodului Mihai Viteazul al Țării Românești și de intervenția militară austriacă. După marea victorie împotriva turcilor de la Călugăreni din 1595, Mihai a câștigat controlul asupra Transilvaniei în 1599, prin lupta de la Șelimbăr, în care a învins armata lui Báthory. În mai 1600, el a cucerit Moldova, unind pentru prima dată cele două principate române cu Transilvania. Totuși unirea nu a durat prea mult, fiindcă Mihai Viteazul a fost asasinat la 9 august 1601.
În 1604, Ștefan Bocskay a condus o revoltă împotriva autorității austriece, fiind recunoscut în 1606 de împărat ca prinț al Transilvaniei. Domnia succesorilor săi, în special cea a lui Gabriel Bethlen și cea a lui Gheorghe I Rákóczi a adus epoca de aur în Transilvania. Principatul a devenit centrul culturii ungare și al umanismului, principalul bastion al Protestantismului în Europa de Est și singura țară europeană în care romano-catolicii, calviniștii, luteranii și unitarienii se bucurau de libertate religioasă totală. Statutul creștinilor ortodocși și al credincioșilor mozaici din Transilvania era acela de "tolerați", adică neavând una din cele patru religii oficiale ("recepte") ale principatului, aveau totuși dreptul să-și practice cultul și să-și construiască biserici respectiv sinagogi. Astfel,cele mai vechi biserici ortodoxe din Transilvania datează din sec. al XV-lea (bisericile de piatră din Țara Hațegului, de la Densuș, Râu de Mori etc.), iar cele mai vechi sinagogi datează din sec. al XVII-lea (sinagoga din Alba Iulia etc.). 
După înfrângerea turcilor în apropiere de Viena (1683), Transilvania s-a luptat zadarnic cu influența austriacă în creștere, iar alianțele cu Turcia în timpul domniei lui Emeric Thököly și cu Franța în timpul lui Francisc II Rákóczi s-au dovedit a fi fatale pentru independența sa. În 1711, controlul austriac a fost stabilit definitv asupra Ungariei și Transilvaniei, Habsburgii cumulând funcția de principi ai Transilvaniei și numind în Transilvania guvernatori proprii. Transformarea Transilvaniei din principat în mare principat în anul (1765) a fost mai mult un gest formal. Presiunea autoritățiilor birocratice habsburgice a erodat gradual independența tradițională a Transilvaniei. În 1791, românii ardeleni au elaborat o petiție pentru Împăratul Iosif al II-lea în scopul recunoașterii lor ca cea de-a patra "națiune", precum și a egalității lor religioase, dar Dieta Transilvaniei a respins petiția lor, lăsându-i pe români în vechea lor stare, aceea de "tolerați", alături de armenii, evreii și grecii din Transilvania.

## Epoca modernă
În 1848 Dieta Transilvaniei, dominată de revoluționarii maghiari, a proclamat unirea Transilvaniei cu Ungaria, promițând românilor emanciparea socială în schimbul sprijinului împotriva Austriei. Principalii conducători politici ai românilor și sașilor au respins oferta și s-au ridicat împotriva revoluționarilor. În luptele ce au urmat în 1849 între unguri și forțele austro-ruse (sprijinite de români și sași), republica ungară a lui Lajos Kossuth a fost reprimată. Perioada imediat următoare de guvernare militară austriacă (1849-1860) a fost numită „neoabsolutism”. 
În anul 1853 Biserica Română Unită din Transilvania a fost ridicată la rangul de mitropolie, cu centrul la Blaj. Activarea a avut loc în anul 1855, prin ridicarea episcopului Alexandru Sterca Șuluțiu la rang de arhiepiscop și mitropolit, cu două episcopii nou înființate, Episcopia de Gherla și Episcopia de Lugoj, alături de mai vechea Episcopie Greco-Catolică de Oradea. Prin patentele imperiale din 1853 și 1854 țăranii vor fi împroprietăriți. Biserica Ortodoxă din Transilvania a fost ridicată și ea la rangul de mitropolie în anul 1864, concretizată în Mitropolia Ardealului, avându-l în frunte ca mitropolit pe Andrei Șaguna.
Neoabsolutismul s-a încheiat prin Diploma din Octombrie, după care a urmat era liberalismului (1860-1867). Prin încetarea regimului militar și a discriminării maghiarilor ca urmare a Revoluției de la 1848, precum și prin revenirea la autonomia Transilvaniei și convocarea Dietei Transilvaniei la Sibiu, au fost adoptate legi prin care s-a stabilit egalitatea națiunii române din Transilvania cu fostele națiuni privilegiate, iar limba română a devenit limbă oficială a Transilvaniei, alături de germană și maghiară.
Totuși, în compromisul (Ausgleich) din 1867, care stabilea Monarhia austro-ungară, Transilvania s-a reunit cu Ungaria.
În perioada dualismului (1867-1918) Transilvania a aparținut Ungariei. După câteva legi cu conținut liberal precum legea naționalităților și legea învățământului din 1868, treptat politica maghiară urmărește ideea statului național ungar, cu toate consecințele ce decurg de aici. În mișcarea națională a românilor din Transilvania pot fi remarcate următoarele momente:
-1869 formarea partidelor naționale: Partidul Național Român din Transilvania, alături de PNR din Banat.
Conferință de unificare de la Sibiu din 12-14 mai 1881 și adoptarea programului PNR. Principala cerință: autonomia Transilvaniei.
PROGRAMA partidei naționale române din Ungaria și Transilvania stătorită în conferința electorală din Sibiu la 12-14 mai 1881.
Partida națională va lucra pe teren legal pentru obținerea următoarelor drepturi:
1. Încât privește Transilvania recâștigarea autonomiei sale.
2. Întroducerea prin lege a usului limbi române în toate ținuturile locuite de români atât în administrație cât și în justiție.
3. în ținuturile locuite de români aplicarea de funcționari români, iar dintre neromâni numai din aceia, care știu vorbi și scrie românește și care cunosc moravurile poporului român; și delăturarea usului de astăzi de a se aplica ca funcționari indivizi necunoscuți și necunoscători de popor.
4. Revizuirea legii despre egala îndreptățire a naționalităților în favoarea acestora; loiala și reala executare a tuturor legilor.
5. Eluptarea și susținerea autonomiei bisericilor și școlilor confesionale, ca unor chestiuni curat de naționalitate. Prevederea din visteria statului a școlilor române și a altor institute de cultură națională în proporțiune cu sacrificiile de sânge și avere, ce le aduce naționalitatea română pentru patrie; având de a se înlătura legile și ordinațiunile, care să fie contrare dezvoltări naționale.
6. Crearea unei legi electorale pe baza sufragiului universal, sau cel puțin ca fiecare cetățean, care e supus la dare directă să fie investit cu drept de alegere.
7. Fiindcă prosperarea statului e condiționată de mulțumirea tuturor cetățenilor săi, iar prin protejarea unei naționalități și suprimarea celorlalte se provoacă nemulțumire, se tulbură liniștea locuitorilor și se nutrește ura reciprocă: partida națională va lupta contra tuturor tendințelor de maghiarizare manifestate din partea organelor statului pe cale directă și indirectă ca în contra unor fapte nepatriotice.
8. În chestiunile libertăților publice peste tot, precum și a reformelor necesare în administrația publică și mai ales în situațiunea economică-financiară, respectiv în privința sarcinilor publice, devenite nesuportabile, partida națională va conlucra frățește cu toți aceia, care mai vâros vor ține cont de interesele și bunăstarea poporului peste tot.
9. Chestiunea dualismului nefiind astăzi la ordinea zilei, partida națională își rezervă (dreptul) de a se pronunța asupra ei la timpul său.

-1892 Înaintarea Memorandului către împăratul Francisc Iosif.
-1894 Procesul memorandiștilor de la Cluj.
-1905 Trecerea la activism, adică intrarea PNR în lupta politică a statului și trimiterea de deputați în parlamentul de la Budapesta.
Pe 1 decembrie 1918, românii din Transilvania adunați la Alba Iulia proclamă "unirea tuturor românilor din Transilvania, Banat, Crișana și Maramureș cu România pentru totdeauna". Forțele române din Transilvania intră în Ungaria, după ce comuniștii maghiari câștigă putere sub conducerea lui Bela Kun și armatele maghiare invadează nord-vestul României. Armatele române ajung până la Budapesta și schimbă guvernul comunist. Unificarea tuturor teritoriilor locuite de români este pentru prima dată menționată în tratatele de pace de la Trianon (1919-1920), și susținută de încoronarea regelui Ferdinand I și a reginei Maria la Alba Iulia în 1922.